# Justicia sitiens
Justicia sitiens är en akantusväxtart som beskrevs av Raymond Benoist. Justicia sitiens ingår i släktet Justicia och familjen akantusväxter. Inga underarter finns listade i Catalogue of Life.